# Little Oakley
Little Oakley is een civil parish in het bestuurlijke gebied Tendring, in het Engelse graafschap Essex. In 2001 telde het dorp 1294 inwoners.